# Ural (Computer)

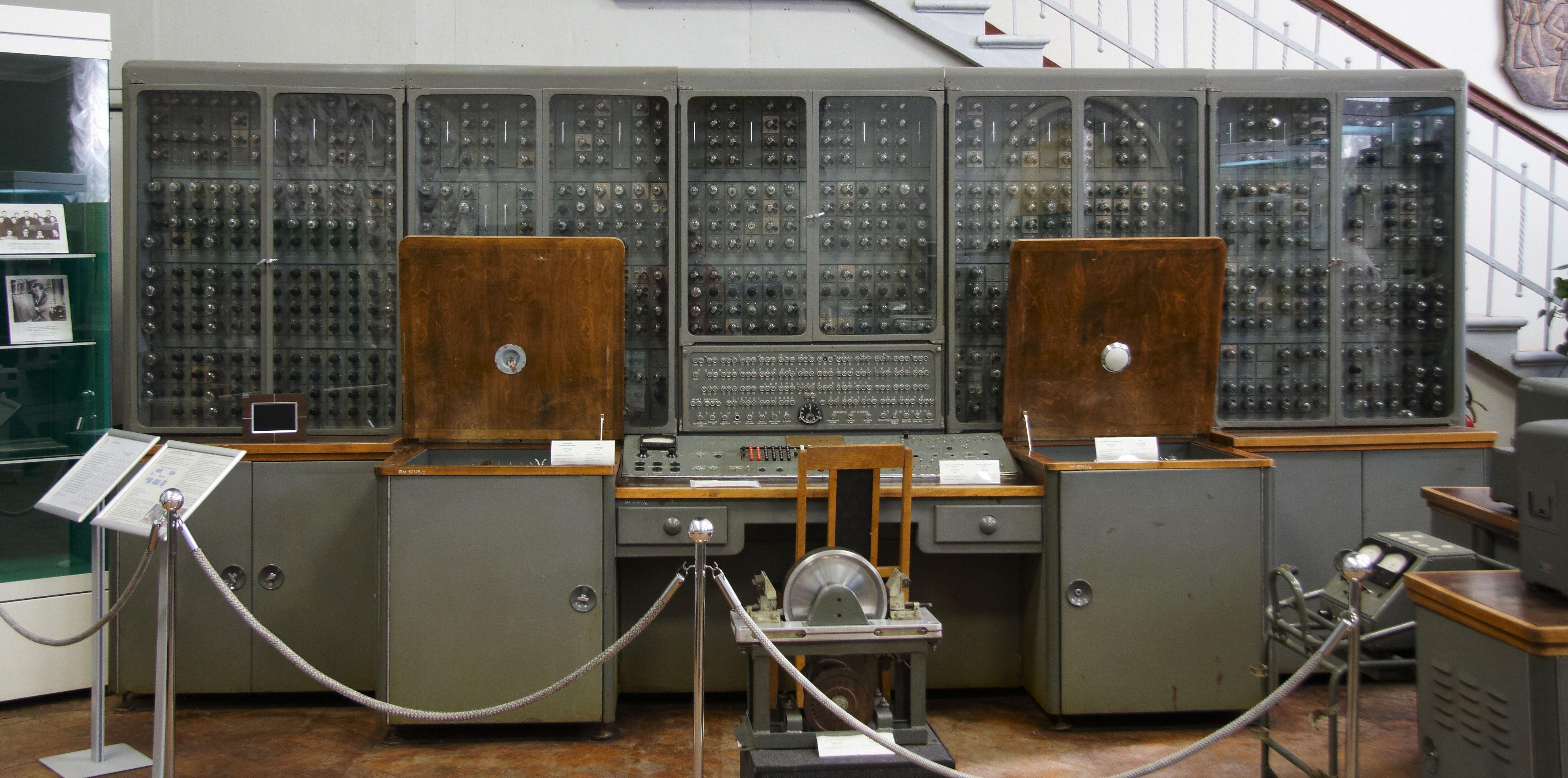
Vorderansicht des Ural-1

Ural (russisch Урал) ist die zahlenmäßig bedeutendste Serie von Computern der ersten Generation, die in Pensa, Sowjetunion zwischen 1956 und 1964 gebaut wurden. Von diesen Röhrencomputern (Modell Ural-1 bis Ural-4) wurden in Pensa insgesamt 139 Anlagen produziert. Als Speicher dienten Kernspeicher. Lochkarten waren als Ein- und Ausgabemedien in Gebrauch. Die Stellfläche betrug knapp 100 Quadratmeter. Mit ca. 12.000 Fließkommaberechnungen pro Sekunde lag die Serie Ural leistungsmäßig deutlich hinter zeitgenössischen westlichen Rechnern. Der Chefkonstrukteur des Computersystems war Baschir Iskandarowitsch Ramejew. Eine Nachfolgeserie, die von 1964 bis 1971 gebaut wurde, hatte die Modellnummern Ural-11 bis Ural-14 und arbeitete auf modernerer Halbleiterbasis.

## Modelle
- Ural-1 - 1956
- Ural-2 - 1959
- Ural-3 - 1964
- Ural-4 - 1962
- Ural-11 - 1965
- Ural-14 - 1965
- Ural-16 - 1969